# Saison 1 de Malcolm
Chronologie
Saison 2 de Malcolm
Cet article présente le guide des épisodes de la première saison de la série télévisée Malcolm.

## Distribution

### Acteurs principaux
- Frankie Muniz (VF : Brice Ournac) : Malcolm
- Jane Kaczmarek (VF : Marion Game) : Loïs
- Bryan Cranston (VF : Jean-Louis Faure) : Hal
- Christopher Kennedy Masterson (VF : Cédric Dumond) : Francis
- Justin Berfield (VF : Romain Douilly) : Reese
- Erik Per Sullivan (VF : Yann Peyroux) : Dewey
- Catherine Lloyd Burns (VF : Kelvine Dumour) : Caroline Miller (épisodes 1, 3, 4, 8 à 12 et 14)

## Épisodes

### Épisode 1:Je ne suis pas un monstre
- États-Unis : 9 janvier 2000 sur FOX
- France : 24 décembre 2001 sur M6

- États-Unis : 22,3 millions de téléspectateurs
- France : 8,8 millions de téléspectateurs

- Craig Lamar Traylor (Stevie Kenarban)
- Jeremy Renner (Policier du début)
- Merrin Dungey (Kitty Kenarban)
- Vincent Berry (Dave Spath)
- Martin Spanjers (Richard)
- Landry Allbright (Julie Houlerman)
- Dylan Kasch (Copain)
- Austin Stout (Victime de Spath)
- Will Jennings
- Ibrahim Muhammad (Enfant)
- Nicholas Pappone (Enfant nerveux)
- Tanisha Grant (Enseignant)
- Kristin Quick (Flora Mayesh)

- Cet épisode a fait l'objet de plusieurs récompenses : 
  - Emmy du meilleur réalisateur pour une série comique pour Todd Holland.
  - Emmy du meilleur scénario pour une série comique pour Linwood Boomer.
  - Directors Guild of America Award pour Todd Holland.
  - American Cinema Editors Award pour le meilleur scénario d'une série de moins d'une demi-heure pour la télévision.
- Après cet épisode pilote, la maison de la famille et les bâtiments de l'école militaire de Francis subissent des changements.
- Cet épisode dure 25 minutes contre 21 pour un épisode standard.
- Martin Spanjers a failli être l'acteur incarnant Malcolm.

### Épisode 2:Alerte rouge
Pour les articles homonymes, voir Alerte rouge.
- États-Unis : 16 janvier 2000 sur FOX
- France : 25 décembre 2001 sur M6

- États-Unis : 23,6 millions de téléspectateurs
- France : 7,9 millions de téléspectateurs

- Craig Lamar Traylor (Stevie Kenarban)
- Robert Cesario (Maitre d'école)
- Daniel R. Escobar (Franklin)
- Adam Hendershott (Cadet)
- David Anthony Higgins (Craig Feldspar)
- Joel McCrary (Responsable de la salle de bain)
- Drew Powell (Cadet Drew)
- Karim Prince (Cadet Stanley)
- Paul Willson (Ed)

- Catherine Lloyd Burns est absente de l'épisode.
- Craig apparaît pour la première fois dans la série.
- Hal avouera à Loïs avoir brûlé sa robe avec son cigare dans l’épisode 800 dollars plus les frais.

### Épisode 3:Seuls à la maison
- États-Unis : 23 janvier 2000 sur FOX
- France : 26 décembre 2001 sur M6

- États-Unis : 19,8 millions de téléspectateurs
- France : 8,2 millions de téléspectateurs

- Craig Lamar Traylor (Stevie Kenarban)
- Todd Giebenhain (Richie)
- Aloma Wright (L'infirmière)
- Justin Pierce (Justin)
- Parker Mills (Circus)
- Scott Haven (Le marié)
- Richard Penn (Le docteur)
- Tom Virtue (Le prêtre)
- Will Jennings (Eraserhead)

### Épisode 4:Honte
- États-Unis : 6 février 2000 sur FOX
- France : 27 décembre 2001 sur M6

- États-Unis : 16,7 millions de téléspectateurs
- France : 7,4 millions de téléspectateurs

- Craig Lamar Traylor (Stevie)
- Robert Grovich (Kevin)
- Karim Prince (Stanley)
- Paul Willson (Ed)
- Daniel von Bargen (Commandant Spangler)

### Épisode 5:Changement de famille
- États-Unis : 13 février 2000 sur FOX
- France : 28 décembre 2001 sur M6

- États-Unis : 17,9 millions de téléspectateurs
- France : 9,5 millions de téléspectateurs

- Eric Stonestreet

- Eric Stonestreet joue un désinsectiseur appelé Phil dans cet épisode. Dans la saison 3 de Modern Family, la maison de son personnage est placée en fumigation et il a pour beau-frère un homme appelé Phil.
- Catherine Lloyd Burns est absente de l'épisode

### Épisode 6:Poquito Cabeza
- États-Unis : 20 février 2000 sur FOX
- France : 31 décembre 2001 sur M6

- États-Unis : 16 millions de téléspectateurs
- France : 9,1 millions de téléspectateurs

- Craig Lamar Traylor (Stevie)
- Karim Prince (Cadet Stanley)

### Épisode 7:La Petite Évasion
- États-Unis : 27 février 2000 sur FOX
- France : 1er janvier 2002 sur M6

- États-Unis : 13,4 millions de téléspectateurs
- France : 6,8 millions de téléspectateurs

- Craig Lamar Traylor (Stevie)
- Karim Prince (Stanley)
- Lauren Hodges (Beebee)

### Épisode 8:Panique au pique-nique
- États-Unis : 12 mars 2000 sur FOX
- France : 2 janvier 2002 sur M6

- États-Unis : 14,7 millions de téléspectateurs
- France : 7 millions de téléspectateurs

### Épisode 9:Ma mère, ce héros
- États-Unis : 19 mars 2000 sur FOX
- France : 3 janvier 2002 sur M6

- États-Unis : 13,9 millions de téléspectateurs
- France : 7,1 millions de téléspectateurs

### Épisode 10:À fond la caisse
- États-Unis : 2 avril 2000 sur FOX
- France : 4 janvier 2002 sur M6

- États-Unis : 15,1 millions de téléspectateurs
- France : 8,6 millions de téléspectateurs

- Dans la scène de fin, on peut voir un paquet de cigarettes de la marque Morley sur la table, marque fictive de cigarettes notamment popularisée par la série X-Files.

### Épisode 11:Les Funérailles
- États-Unis : 9 avril 2000 sur FOX
- France : 7 janvier 2002 sur M6

- États-Unis : 14 millions de téléspectateurs
- France : 8 millions de téléspectateurs

- Craig Lamar Traylor (Stevie)
- Landry Allbright (Julie)

### Épisode 12:Pom pom boy
- États-Unis : 16 avril 2000 sur FOX
- France : 8 janvier 2002 sur M6

- États-Unis : 13,8 millions de téléspectateurs
- France : 5,2 millions de téléspectateurs

- Daniel Von Bargen (Commandant Spangler)
- Craig Lamar Traylor (Stevie Kenarban)

### Épisode 13:Le Mot de trop
- États-Unis : 30 avril 2000 sur FOX
- France : 9 janvier 2002 sur M6

- États-Unis : 16,3 millions de téléspectateurs
- France : 6,6 millions de téléspectateurs

- Karim Prince (Stanley)
- Craig Lamar Traylor (Stevie)

- Catherine Lloyd Burns est absente de l'épisode

### Épisode 14:Le Robot-tueur
- États-Unis : 7 mai 2000 sur FOX
- France : 10 janvier 2002 sur M6

- États-Unis : 14,2 millions de téléspectateurs
- France : 8,7 millions de téléspectateurs

- Craig Lamar Traylor (Stevie)
- Daniel Von Bargen (Commandant Spangler)
- David Higgins (Craig)
- Will Jennings (Eraserhead)

### Épisode 15:Lundimanche
- États-Unis : 14 mai 2000 sur FOX
- France : 11 janvier 2002 sur M6

- États-Unis : 12,6 millions de téléspectateurs
- France : 8,2 millions de téléspectateurs

- Peter Mackenzie (Terry)
- Todd Giebenhain (Richie)

- Cet épisode a fait partie d'une journée spéciale Fête des Mères organisée par la FOX.
- Catherine Lloyd Burns est absente de l'épisode.

### Épisode 16:Le Liquidateur
- États-Unis : 21 mai 2000 sur FOX
- France : 12 janvier 2002 sur M6

- États-Unis : 17,3 millions de téléspectateurs
- France : 7 millions de téléspectateurs

- Bea Arthur (Mrs. White)
- Daniel Von Bargen (Commandant Spangler)

- À l'origine de cet épisode, la baby-sitter devait déguiser Dewey et tomber amoureuse de lui, mais la FOX a considéré ce scénario comme très inapproprié.
- Catherine Lloyd Burns est absente de l'épisode, par ailleurs, c'est son dernier épisode créditée dans le générique.